# Ordre de la République (Chine)
Pour les articles homonymes, voir Ordre de la République.
L'ordre de la République (en chinois : 共和国勋章) est la plus haute décoration chinoise, fondée le 29 septembre 2019. 
Le 27 décembre 2015, le Comité permanent de l'Assemblée nationale populaire a passé une loi établissant 2 ordres nationaux, l'ordre de la République, et l'ordre de l'Amitié, constitué le 1er janvier 2016.

## Lauréats
2019
- Yu Min (en) (于敏)
- Shen Jilan (en) (申纪兰) (female)
- Sun Jiadong (en) (孙家栋)
- Li Yannian (zh) (李延年)
- Zhang Fuqing (zh) (张富清)
- Yuan Longping (袁隆平)
- Huang Xuhua (en) (黄旭华)
- Tu Youyou (屠呦呦) (female)

2020
- Zhong Nanshan (钟南山)